# 劉敞 (北宋)
劉敞（1019年—1068年），字原父。新喻（今江西新余）人。

## 簡歷
仁宗慶曆六年（1046年）進士，以大理評事通判蔡州。皇祐三年（1051年），為太子中允、直集賢院。至和元年（1054年），遷右正言、知制誥。至和二年（1055年），出使契丹。至和三年（1056年），知揚州。嘉祐四年（1059年），知貢舉。嘉祐五年（1060年），以翰林侍讀學士充永興軍路安撫使、兼知永興軍府事。神宗熙寧元年（1068年）卒於官。著有《公是集》七十五卷，今佚。錢鍾書認為刘敞的诗有点呆板。

## 逸事
刘敞在长安时结识了妓女茶娇，刘敞被召还朝，茶娇路上送別，刘敞赠诗云：“画堂银烛彻宵明，白玉佳人唱渭城。唱尽一杯须起舞，关河风月不胜情。”欧阳修笑说：“原父，非独酒能病人，茶亦能病人多矣。”